# Leißling
Leißling – dzielnica miasta Weißenfels w Niemczech, w kraju związkowym Saksonia-Anhalt, w powiecie Burgenland. Do 1 lipca 2007 gmina należała do powiatu Weißenfels, do wspólnoty administracyjnej Vier Berge-Teucherner Land. Dnia 1 września 2010 przyłączona do miasta.

## Przypisy

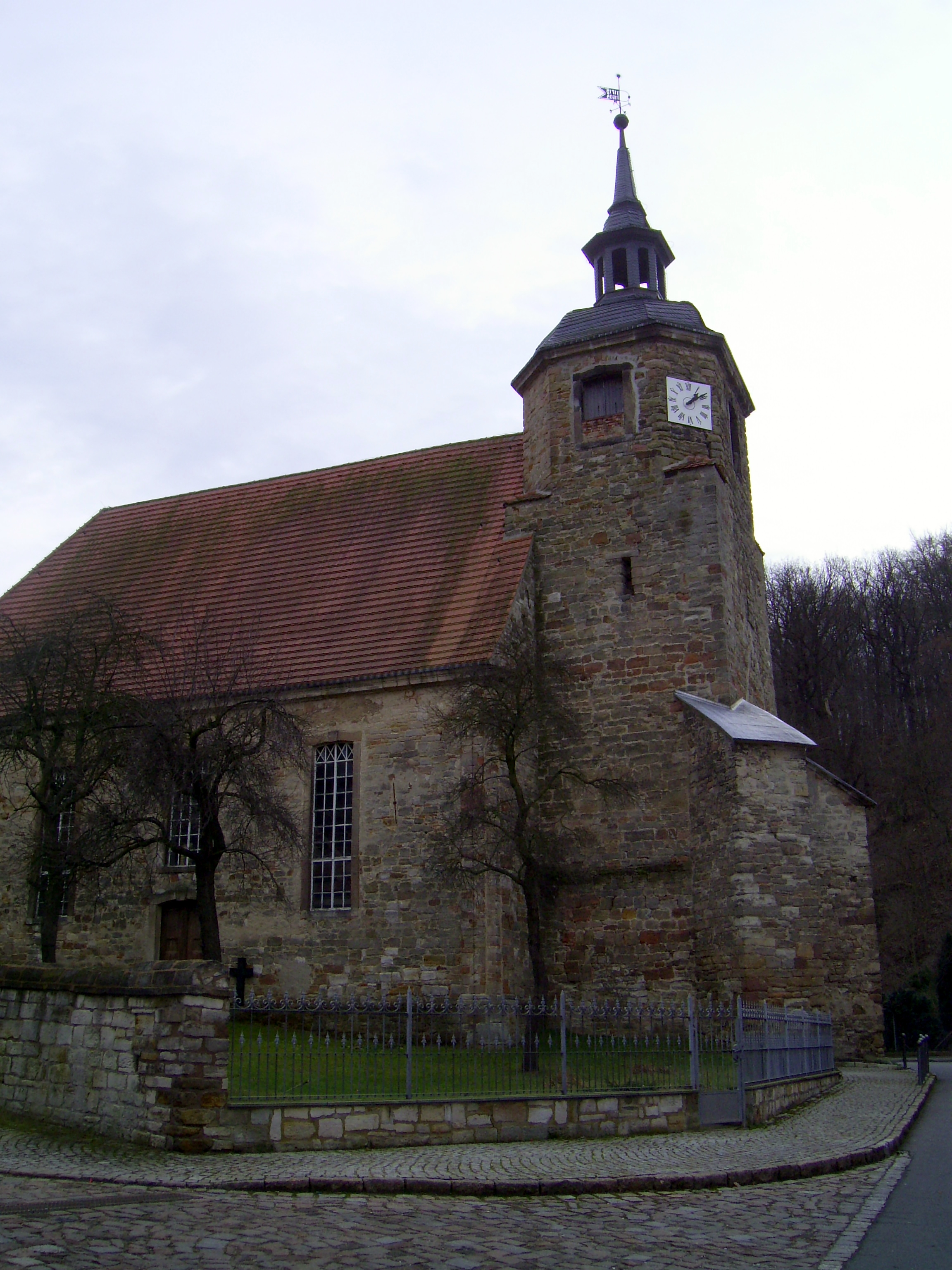
Kościół w Leißling

## Geografia
Dzielnica Leißling leży ok. 14 km od Naumburg (Saale).

## Współpraca
Miejscowości partnerskie:
- Burg (Spreewald), Brandenburgia
- Carlsberg, Nadrenia-Palatynat
- Hatten, Dolna Saksonia